# Muralla llarga
La muralla llarga (en grec Μακρά Τείχη), a la Grècia Antiga, era aquella muralla construïda des de la ciutat fins al seu port, proveint una connexió segura fins al mar fins i tot en l'època de la collita. Encara que els muralles llargues van ser construïts en moltes localitzacions a Grècia, Corint i Mègara són dos dels millors exemples coneguts. El terme «llargues muralles» generalment fa referència a les muralles que unien Atenes amb els seus ports d'El Pireu i Falèron. Aquests murs es van erigir a mitjan segle v aC, van ser destruïts pels espartans el 404 aC després de la derrota d'Atenes en la guerra del Peloponès, i reconstruïts altre cop amb ajuda persa durant la Guerra de Corint. Van ser un element clau en l'estratègia atenenca, des que van proporcionar a la ciutat una unió permanent amb el mar i van prevenir que fos assetjada per terra.

## Construcció
Els murs originals d'Atenes havien estat destruïts pels perses durant les ocupacions de l'Àtica a 480 i 479 aC, part de les guerres mèdiques. Després de la batalla de Platea, les forces perses que havien envaït Grècia en 480 aC van ser desallotjades, i els atenencs van ser lliures per reocupar el seu territori i reconstruir la seva ciutat. Aviat, en el procés de reconstrucció, la construcció va ser començada sobre noves muralles al voltant de la mateixa ciutat. Aquest projecte va provocar l'oposició dels espartans i dels seus aliats peloponesis, que havien estat alarmats per l'augment recent del poder d'Atenes. Enviats espartans van instar als atenencs al fet que no seguissin endavant amb la construcció, argumentant que una Atenes emmurallada seria una base útil per a un exèrcit invasor, i que les defenses de l'istme de Corint proporcionarien un escut suficient contra els invasors. Els atenencs van ignorar aquests arguments, conscients que deixar la seva ciutat sense murallada suposava posar-la a mercè dels peloponesis; Tucídides, en relatar aquests fets, descriu una sèrie de complexes maquinacions de Temístocles per les quals va distreure i va retardar als espartans fins que els murs van haver estat erigits fins a una altura com per ser defensables
A finals de la dècada del 460 aC, va començar la Primera Guerra del Peloponès entre Atenes i diversos aliats peloponesis d'Esparta, particularment Corint i Egina. A la meitat d'aquest enfrontament, Atenes va començar la construcció de dos murs més, un en direcció des de la ciutat fins al port vell de Falero, i l'altre fins al port més nou del Pireu. En 457 aC, un exèrcit espartà va derrotar a un exèrcit atenès en la batalla de Tanagra mentre intentaven impedir la construcció, però el reball en els murs va continuar i van ser acabats poc després de la batalla. Aquests nous murs, els muralles llargues, van assegurar que Atenes mai estaria aïllada dels subministraments mentre controlés el mar.

## Estratègia i política atenenca
La construcció dels muralles llargues reflectia l'estratègia que Atenes havia seguit des de principis del segle v aC A diferència de la majoria dels estats ciutat federals grecs, que es van especialitzar a defensar-se amb exèrcits d'hoplites, Atenes, des de l'època de la construcció del seu primera flota durant una guerra amb Egina a la dècada del 480 aC, s'havia concentrat en la marina com el centre dels seus exèrcits. Amb la fundació de la Lliga de Delos a 477 aC, Atenes es va comprometre a llarg termini a una guerra naval contra els perses. Durant les següents dècades, la marina atenenca es va convertir en el pilar d'una lliga cada vegada més imperial, i el control atenès del mar va permetre que la ciutat fos proveïda a través de l'Hel·lespont i les regions del mar Negre. La política naval no va ser seriosament qüestionada pels demòcrates o pels oligarques durant els anys entre el 480 aC i el 462 aC, però després, Tucídides fill de Melesio s'havia oposat a una política imperialista per la facció oligàrquica, que identificava la marina i la democràcia unides de forma inextricable. Els muralles llargues van ser un factor crític a permetre que la flota atenenca es fes la força primordial de la ciutat.
Amb la construcció dels muralles llargues, Atenes es va fer una illa essencialment dins de terra ferma, en aquest cas cap força estrictament terrestre podia esperar capturar-la. (en la guerra a l'Antiga Grècia, era gairebé impossible prendre una ciutat emmurallada de cap manera a part de la fam i la rendició.) Així, Atenes podia confiar en la seva poderosa flota per posar fora de perill en qualsevol conflicte amb altres ciutats del continent grec. Els murs van ser acabats en el període subsegüent a la derrota atenenca a la batalla de Tanagra, en la qual un exèrcit espartà va derrotar l'exèrcit atenenc en el camp de batalla, però van ser incapaços de prendre la ciutat a causa de la presència dels murs de la ciutat. Tractant d'assegurar la seva ciutat fins i tot contra el lloc, els atenencs van acabar els muralles llargues i, esperant impedir totes les invasions de l'Àtica, també es van apoderar de Beòcia, que, quan ja controlaven a Mègara, va posar tots els accessos a l'Àtica en mans amigues. Durant la major part de la primera guerra del Peloponès, Atenes va ser inatacable per terra, però les pèrdues de Mègara i Beòcia al final d'aquest conflicte va forçar als atenencs a tornar als muralles llargues com la seva font de defensa.

## Murs d'Atenes segons Tucídides
| Nom                                | Longitud en estadis | Longitud en metres |
| Mur de Falero                      | 35 estadis          | 2450 m             |
| Recinte d'Atenes (part custodiada) | 43 estadis          | 3.010 m            |
| Mur Llarg                          | 40 estadis          | 2.800 m            |
| Meitat circuit Pireu               | 30 estadis          | 2.100 m            |
| Total                              | 148 estadis         | 10.360 m           |

Estadi antiga mesura de distància grega (1 estadi = 70 metres)

## En la guerra del Peloponès

Les muralles llargues que envoltaven Atenes i la unien amb El Pireu (431 aC)

En el gran conflicte d'Atenes amb Esparta, la guerra del Peloponès l'432 aC al 404 aC, els murs van tenir una importància extrema. Pèricles, el líder dels atenencs des del principi de la guerra fins que va morir al 429 aC, va basar la seva estratègia en el conflicte al voltant d'ells. Sabent que els espartans intentarien provocar als atenencs en una batalla terrestre arrasant els seus cultius, com van fer a la dècada del 440 aC, va ordenar que els atenencs es quedessin darrere dels murs i que dependrien de la seva flota per guanyar la guerra. Per tant, les campanyes dels primers anys de la guerra van seguir un disseny conseqüent: Els espartans enviarien un exèrcit de terra per arrasar l'Àtica, esperant provocar que els atenencs sortissin. Els atenencs es quedarien darrere de les seves muralles, i enviarien una flota per saquejar ciutats i cremar cultius mentre navegaven al voltant del Peloponès. Els atenencs van tenir èxit en evitar una derrota terrestre, però van sofrir grans pèrdues en les collites per les incursions peloponesis, i el seu tresor s'afeblia per les despeses de les expedicions navals i per la importació de gra. A més, la pesta va devastar la ciutat en 430 aC i 429 aC, sent empitjorats els seus efectes pel fet que la població sencera de la ciutat estava concentrada dins dels murs.
Els atenencs van continuar usant els murs per protegir-se en la primera fase de la guerra fins a la captura d'ostatges espartans durant la victòria atenenca en la batalla de Pilos. Després de la batalla, els espartans es van veure obligats a cessar en les seves incursions anuals, quan els atenencs van amenaçar de matar els ostatges si una invasió era llançada.
En la segona fase de la guerra, els murs van ser de nou centrals per a l'estratègia d'ambdós bàndols. Els espartans van ocupar un fort en Decèlia, a l'Àtica, en 413 aC, i van situar allí una força que constituïa una amenaça durant tot l'any per a Atenes. Davant aquest exèrcit, els atenencs només podien proveir a la ciutat per mar. Els muralles llargues i l'accés a un port que ells van proporcionar, eren ja l'única cosa que protegia a Atenes de la derrota. Adonant-se que no podien vèncer als atenencs per terra, els espartans van tornar la seva atenció a construir una marina, i des del principi fins a la fase final de la guerra es van dedicar a tractar de vèncer als atenencs al mar. El seu triomf final, en la victòria de la batalla d'Egospòtam, va tallar als atenencs les seves rutes de subministrament i els va forçar a rendir-se. Un dels termes més importants d'aquesta rendició era la destrucció de les muralles llargues, que van ser desmantellades en 404 aC.

## Reconstrucció dels muralles llargues
A continuació de la seva derrota en el 404 aC, els atenencs ràpidament van recuperar una mica del seu poder i autonomia, i en el 403 aC van enderrocar al govern que els espartans els havien imposat. En 395 aC, els atenencs havien entrat amb força força en la Guerra de Corint com aliats amb Argos, Corint i Tebes. Per als atenencs, el fet més significatiu d'aquesta guerra va ser la reconstrucció dels muralles llargues. En 394 aC, una flota persa sota l'almirall Conó va derrotar decisivament a la flota espartana a la batalla de Cnidos, i, després d'aquesta victòria, va conduir la seva flota a Atenes, on va proporcionar ajuda i protecció perquè els muralles llargues fossin reconstruïts. Així, al final del conflicte, els atenencs havien recuperat la immunitat enfront dels assalts des de terra que els espartans els van fer al final de la guerra del Peloponès.

## Segle IV aC
Des del final de la Guerra de Corint fins a la derrota final de la ciutat per Filip II de Macedònia, els muralles llargues van continuar jugant un paper central en l'estratègia atenenca. El Decret d'Aristòtil de 377 aC restablir una lliga atenenca que contenia a molts antics membres de la Lliga de Delos. A mitjan segle iv aC, Atenes tenia de nou el preeminent poder naval del món grec, i havia restablert les rutes de subministrament que li van permetre resistir un setge per terra.